# Karl von Monschau
Karl von Monschau, eigentlich Karl H. Winter (* 1944 in Monschau) ist ein deutscher Maler der Moderne und Objektkünstler.

## Leben und Wirken
Der als Karl H. Winter auf der Burg Monschau geborene Künstler verließ im Jahr 1958 das Aachener Kaiser-Karls-Gymnasium und legte sich nach seiner Ausbildung und in Anlehnung an seine Heimatstadt den Künstlernamen Karl von Monschau zu. Anschließend richtete er 1965 in Aachen sein erstes Atelier in der Monheimsallee ein. Im Jahr 1972 erhielt er zusammen mit dem belgischen Künstler Michel de Witte die Einladung zu einer ersten größeren Ausstellung in der Neuen Galerie – Sammlung Ludwig. Anschließend und bis zum heutigen Tage folgten hunderte von Einzel- und Gemeinschaftsausstellungen im In- und Ausland. Darüber hinaus engagiert er sich auch immer wieder als Kurator verschiedener Kunstausstellungen wie beispielsweise seit 2005 bei der Ausstellungsreihe „Carte blanche“ in der Aachener Pfarrkirche St. Fronleichnam, anlässlich derer ein eingeladener Künstler jeweils einen weiteren Künstler seiner Wahl mitbringen darf.
Zusammen mit Willy Gallinowski kreierte Karl von Monschau im Jahr 1979/1980 den „Ersten offiziellen Kunstautomaten in Deutschland“, den sie zunächst in der Neuen Galerie und 1982 auf der Documenta 7, vor dem Fridericianum in Kassel einer breiteren Öffentlichkeit vorstellten. Dieser Kunstautomat war ein Einschächter mit 50 Schachteln, welche Originale auf Holz enthielten und für 1 DM zu ziehen waren.
Bereits früh setzte sich Karl von Monschau für Gemeinschaftsinitiativen für Künstler ein, um dadurch sowohl deren Erfahrungsaustausch untereinander zu unterstützen als auch gemeinsame Ausstellungsveranstaltungen zu ermöglichen. So gehörte von Monschau im Jahr 1979 in der Aula Carolina zu den Gründungsinitiatoren der Freien Sommerakademie Aachen (FSA), zu deren Rektor er anschließend gewählt wurde, und 1985 zu den Gründungsmitgliedern des Neuen Aachener Kunstvereins (NAK). Auch die Einrichtung der Regionalgruppe Aachen/Euregio im Bundesverband Bildender Künstlerinnen und Künstler (BBK) im Jahr 1995 wurde von ihm maßgeblich veranlasst. Darüber hinaus richtete Karl von Monschau nach dem Vorbild von Paul Claudel ebenfalls in St. Fronleichnam den Aschermittwoch der Künstler ein, eine Begegnung von Kirche und Kunst, die jährlich am Aschermittwoch in über 100 Städten stattfindet. Schließlich gründete er im Jahr 2000 das „Mobile Büro für Kunstaffären“, welches jeweils unter anderem als Mitorganisator und Ansprechpartner bei diversen Veranstaltungen in Erscheinung tritt. Mit diesem „Büro“ war Karl von Monschau zusammen mit dem Ludwig Forum und dem Kulturwerk Aachen am 17. Januar 2013 in Aachen Ausrichter des 1973 von dem Fluxuskünstler Robert Filliou initiierten und weltweit gefeierten und aktuell „1.000.050. Geburtstags der Kunst“.
Für sein künstlerisches Engagement erhielt Karl von Monschau im Jahr 1988 den „Neuen Preis“ des Neuen Aachener Kunstvereins und wurde darüber hinaus 2005 vom BBK und 2007 vom NAK zum Ehrenmitglied ernannt.
Im Jahr 2020 wurde Karl von Monschau im Deutschen Künstlerbund als ordentliches Mitglied aufgenommen.
Karl von Monschau hat zusammen mit der Politikerin Hilde Scheidt den Sohn Maximilian Scheidt, der sich für eine Schauspielkarriere entschieden hat.